# Satz von Hartogs (Mengenlehre)
In der Mengenlehre besagt der Satz von Hartogs (nach dem deutschen Mathematiker Fritz Hartogs, 1915), dass es zu jeder Menge A wenigstens eine wohlgeordnete Menge B gibt, deren Kardinalität nicht durch die Kardinalität von A beschränkt wird. 
Bemerkenswert ist, dass diese Aussage bereits in der Zermelo-Fraenkel-Mengenlehre ZF gilt, also ohne Verwendung des Auswahlaxioms bewiesen werden kann. Daher kann man diesen Satz verwenden, wenn man Varianten des Auswahlaxioms untersucht. Die scheinbar komplizierte Formulierung ("Kardinalität von B ist nicht kleiner oder gleich der Kardinalität von A") ist hier notwendig, weil man ohne Auswahlaxiom nicht zeigen kann, dass zwei beliebige Mengen vergleichbar sind. 

## Formale Aussage
{\displaystyle X} sei eine Menge gemäß der Zermelo-Fraenkel-Mengenlehre ohne das Auswahlaxiom. Dann existiert eine Kardinalzahl {\displaystyle \alpha } (auch als Hartogs-Zahl von {\displaystyle X} bezeichnet) derart, dass die Menge {\displaystyle \alpha } wohlgeordnet ist und folgendes gilt:
- {\displaystyle \alpha } ist die kleinste wohlgeordnete Kardinalzahl, welche nicht kleiner oder gleich der Kardinalität von {\displaystyle X} ist (das heißt: welche sich nicht injektiv in die Menge {\displaystyle X} abbilden lässt.)

## Anmerkung
Im System ZFC (also ZF + Auswahlaxiom AC) ist der Satz von Hartogs uninteressant, weil eine stärkere Version als Korollar des Wohlordnungssatzes und des Satzes von Cantor folgt: Für jede Menge X ist die Kardinalität der Potenzmenge von X echt größer als die von X.